# جيرارد دي فريس
جيرارد دي فريس (بالهولندية: Gerard de Vries)‏ (13 يناير 1969 كوفردن هولندا - ) هو لاعب كرة قدم هولندي، يلعب كحارس مرمى.

## مسيرته

### مسيرته مع الأندية
- 1998 - 2001 لعب مع نادي إيمن 70 مباراة.